# 미국의 기후변화 정책
미국의 기후 변화 정책은 전 세계의 기후 변화 및 기후 변화 완화에 중대한 영향을 미친다. 미국은 중국 다음으로 세계에서 두 번째로 온실가스를 많이 배출하며 1인당 온실가스 배출량이 가장 많은 국가이다. 미국은 세계에서 가장 많은 온실가스를 배출한 나라로 지금까지 총 1조 톤이 넘는 온실가스를 배출했다.
기후 변화 정책은 지자체, 주 정부, 연방 정부 차원에서 수립된다. 미국 환경보호청(EPA)에서는 기후 변화를 "기후 측정에서 장기간 지속되는 뚜렷한 변화"로 정의한다. 본디 기후 변화란 기온, 강수량 또는 바람 패턴에서 수십 년 이상 지속되는 주요 변화와 그에 따른 현상을 포함한다. 기후 변화 완화를 위해 미국이 최대 규모로 투자한 정책은 2022년 인플레이션 완화 법안이다.
기후 변화 정책은 정당 간, 단체 간 정치적 양극화를 초래했다. 민주당은 기후 변화 완화 정책을 확대해야 한다고 주장하는 반면, 공화당은 기업에 영향을 줄 수 있다는 점에 회의적이며, 기존 기후 변화 완화 정책에 대응을 느리게 하고 조치를 취하지 않거나 철회를 주장한다. 미국에서 기후 정책 관련 로비들은 탄소 배출량 감축에 반대하는 기업들에 의해 공공연하게 행해진다.

## 연방 정부 정책

### 국제법
미국은 교토 의정서에 서명했지만 비준하거나 탈퇴하지 않았다. 1997년 미국 상원은 만장일치로 버드-헤겔 결의안에 따라  미국의 교토 의정서 서명은 상원의 입장이 아니라고 표결했다. 2001년 콘돌리자 라이스 전 국가안보보좌관은 "교토 의정서는 행정부나 의회가 받아들일 수 없다"고 말했다.
2003년 10월, 미국 국방부는 피터 슈워츠와 더그 랜달이 작성한 '급격한 기후 변화 시나리오와 미국 안보에 대한 시사점 '이라는 보고서를 발표했다. "기후 변화 문제가 불확실하고 미미해도 심각한 결과를 초래할 수 있기에, 본 보고서는 과학적 논쟁을 넘어 미국의 국가안보 문제로 승격되어야 한다고 제안한다 "라고 말했다.

### 의회
2003년 10월과 2005년 6월, 미국 상원에서 매케인-리버만 기후관리법을 부결했다. 2005년 표결에서 공화당은 49대 6으로 반대했지만 민주당은 37대 10으로 지지했다.
2007년 1월, 민주당 하원의장 낸시 펠로시(Nancy Pelosi)는 지구 온난화를 살펴보고자 미국 의회 소위원회를 구성하겠다고 말했다. 조 리버만 상원의원은 "성과를 위해 최선을 다하고 있습니다. 지구 온난화를 다루는 정치가 바뀌고, 행동으로 나아가기 위해 움직이며, 양당이 합의하고 있습니다"라고 말했다. 2007년 1월 15일, 버니 샌더스 상원의원(I-VT)과 바바라 박서 상원의원(D-CA)은 지구 온난화의 환경오염 저감법을 발의했다. 이 법안에 따르면 지질학적으로 이산화탄소(CO2) 차단을 위한 R&D 자금을 제공하고, 2016년부터 신차의 배출 기준과 휘발유에 대한 재생 연료 사용 의무를 부과한다. 또한, 2008년부터 에너지 효율 및 재생 가능 포트폴리오 기준을 설정하고, 2016년부터 전기 시설에 대한 저탄소 발전 기준을 설정하며, 미국국립과학원에서 주기적인 평가를 통해 배출 목표치가 적절한지 확인해야 한다. 그러나 해당 법안은 위원회에서 무산되었다. 2013년 2월 14일에 발의된 기후 보호법과 지속 가능한 에너지 법안도 위원회를 통과하지 못했다.
2009년 6월 26일, 하원은 219 대 212로 미국 청정 에너지 및 안보법 (ACES)을 승인했다. 하지만 법안은 상원을 통과하지 못했다.
2011년 3월, 공화당은 미국 환경보호청(EPA)이 온실 가스를 오염 물질로 규제하지 못하게 하는 법안을 미국 의회에 제출했다. 2012년에도 EPA는 청정대기법에 의거하여 규제를 단속하고 있었다.
2019년에는 선출직 의원 130명이 기후 변화의 실체에 의구심을 표했다.

## 같이 보기
- 미국의 정치